# Draško Antov
Draško Antov (* 15. März 1938 in Skopje), mazedonisch-kyrillisch Драшко Антов, ist ein deutsch-mazedonischer Autor, Journalist, Publizist und Moderator.

## Biografie

### Anfänge
Im damaligen Jugoslawien als Sohn eines Kaufmanns geboren verfasste Draško Antov bereits als Schüler Beiträge für die mazedonische Tageszeitung Nova Makedonija. Nach dem Abitur in seinem Geburtsort Skopje studierte er dort vier Jahre Englisch, Französisch und Kunst, bevor er 1963 mit einem Fotografie- und Journalistikstudium seine akademische Laufbahn in London und Cambridge fortsetzte. Seine Auslandsstudien, insbesondere seine Ausbildung zum Fotojournalisten am College of Journalism in der Fleet Street in London, wurden durch ein Stipendium des Touristenbundes Mazedoniens unterstützt. Nachdem der Student in seiner mazedonischen Heimat als freier Journalist weiterhin für die Nova Makedonija tätig gewesen war sowie für Radio Skopje, schrieb und fotografierte er in London für englische Printmedien, so für den Daily Express, den Daily Telegraph und Publikationen der Hilfsorganisation Christian Aid. Der sich auf Nahaufnahmen spezialisierende Fotoreporter, der bald auch ein eigenes Studio mit Sitz in Westminster führte, erhielt Auszeichnungen für seine Arbeiten und wurde 1967 schließlich zum Mitglied der Royal Photographic Society ernannt.

### Übersiedelung nach Deutschland
1968 zog Antov nach Deutschland, wo er zunächst in Haltingen bei Lörrach für eine jugoslawische Filmfirma und danach in Hamburg für die Deutsche Presse-Agentur tätig war. Doch die deutschen Sprachkenntnisse Antovs reichten für eine längerfristige Zusammenarbeit mit der dpa nicht aus. Inter Nationes in Bonn bot ihm daraufhin die Möglichkeit zu umfangreicherer journalistischer Arbeit in englischer Sprache. Dennoch musste Antov sich zwischenzeitlich auch als Werksarbeiter, Verkäufer in einer Bäckerei und im Bahnhofsbuchhandel in Köln verdingen. 1969 kam er als freier Mitarbeiter zur damals dort ansässigen Deutschen Welle, für deren jugoslawisches Auslandsprogramm er zunächst Übersetzungs- und Moderationstätigkeiten übernahm. Noch im selben Jahr begründete er – nun in einem festen Arbeitsverhältnis – mit einer eigenen Sendung das bis heute bestehende mazedonische Programm des staatlichen Auslandsrundfunks der Bundesrepublik Deutschland. Als freier Journalist arbeitete Antov später auch für den Westdeutschen Rundfunk, für den er im Rahmen der Ausländerprogramme der ARD ebenfalls Radiosendungen in mazedonischer Sprache etablierte, genauso wie für Radio Duisburg, den Sender Freies Berlin und Radio Wuppertal. Auch eine freie Mitarbeit beim Süddeutschen Rundfunk kam zustande.
Antov war Ende der 1960er Jahre der erste mazedonische Korrespondent in der Bundesrepublik Deutschland und arbeitete als solcher bis 2003 weiterhin auch für mazedonische Tageszeitungen und Zeitschriften wie Nova Makedonija, Večer, Osten oder Ekran. Im Auftrag des Bundespresseamtes publizierte er Anfang der 1970er Jahre außerdem zwei neuartige Beilagen für die Nova Makedonija, die den mazedonischen Lesern die Bundesrepublik und ihre Beziehungen zu Jugoslawien näher vorstellen sollten. Punktuell schrieb Antov auch für kroatische, serbische und bosnische Publikationen, z. B. 1974 eine mazedonische Seite für die Vjesnik, notabene der erste Druck einer jugoslawischen Zeitung in der BRD, sowie für die schwedische Makedonski vesnik. Ebenso war er für den mazedonischen Rundfunk und das Fernsehen journalistisch tätig. Ab 1977 war er zudem lange Jahre fester Mitarbeiter in einem Verlag.
Für den WDR war Antov daneben auch Autor von Volksmusiksendungen. In diesem Zusammenhang war er später einer der Mitbegründer und Moderatoren der ab 1984 ein Jahrzehnt im täglichen Programm des WDR laufenden Sendung Vom Bosporus bis Gibraltar, die dem deutschen Publikum die Musik der damals sogenannten Gastarbeiterkulturen näherbrachte.

### Arbeit als Autor
Auf belletristischem Gebiet hatte Antov in Deutschland erstmals auf sich aufmerksam gemacht, nachdem Heinrich Böll 1969 einige seiner frühen Prosawerke in der Übersetzung von Annemarie Böll herausgegeben hatte. Es handelte sich um noch zur Studienzeit in englischer Sprache entstandene Kurzgeschichten. Weitere literarische Veröffentlichungen folgten. Später wurde Antov, der seinem Förderer Böll bis zu dessen Tod in dankbarem Kontakt verbunden blieb, zu einem der wenigen Autoren der jugoslawischen Minderheit, die in den 1980er Jahren als Vertreter einer deutschsprachigen Migrantenliteratur stärker wahrgenommen wurden. Seine Werke erschienen häufig in Zeitungen, Zeitschriften (auch jugoslawischen) und Anthologien. Besonderen Niederschlag in der Sekundärliteratur erfuhr das 1982 innerhalb der dtv-Anthologie Als Fremder in Deutschland erstveröffentlichte und gleichsam im deutschen Programm der Deutschen Welle gesendete Kurzhörspiel Wir kennen uns, Ausländer, das ein Gespräch zwischen einem illegalen Einwanderer und einem Mitarbeiter der deutschen Ausländerbehörde wiedergibt. Die Fachzeitschrift Der Deutschunterricht empfahl später die Behandlung dieses szenischen Textes an deutschen Schulen.
Ein anderes Kurzhörspiel Antovs, Irgendwo in einer deutschen Stadt (1983), das in Norbert Neys verbreiteter Anthologie bei Rowohlt Sie haben mich zu einem Ausländer gemacht – ich bin einer geworden erschien, wurde von der Wochenzeitung Die Zeit als herausragender dramatischer Text der deutschen Gastarbeiterliteratur hervorgehoben. Die Szene wurde zuletzt 2009 in Dänemark neben Werken von Autoren wie Heinrich Böll, Bertolt Brecht, Rainer Werner Fassbinder, Max Frisch, Johann Wolfgang von Goethe, Erich Kästner und Siegfried Lenz in die deutschsprachige Anthologie Deutsche Wunder  aufgenommen, mit der u. a. an dänischen Schulen und Universitäten gearbeitet wird. Der Sketch In zwei Sprachen sprechen aus dem Jahr 1983 wurde 1992 in Zusammenarbeit mit dem Goethe-Institut auch als Tonkassette für den Deutschunterricht an finnischen Schulen herausgegeben.
Antov verfasste neben Satiren, Kurzgeschichten, Hörspielen und literarischen Übersetzungen auch – so im Juni 1983 im ZDF gesendet – Fernsehspiele sowie Gedichte. Außerdem betätigte er sich als Aphoristiker, steuerte beispielsweise Sinnsprüche zu dem mit dem Deutschen Kleinkunstpreis ausgezeichneten Knobi-Bonbon-Programm Vorsicht frisch integriert (1985) und dem Satireband Der andere Türke (1986) des Kabarettisten Şinasi Dikmen bei. In den 1980er Jahren kam es vermehrt zu öffentlichen Auftritten Antovs, so führte er im Ruhrgebiet zahlreiche Lesungen durch oder beteiligte sich an Kabarett- und satirischen Theaterveranstaltungen. 1982 hatte er zudem gemeinsam mit seiner Frau Violeta (Antov hatte 1970 geheiratet, ein Sohn wurde im Jahr darauf geboren) ein mazedonisches Puppentheater und ein deutsch-mazedonisches Kabarett gegründet.
Als bedeutender Vertreter der damaligen Minderheitenliteratur reichten seine Aktivitäten von der Podiumsteilnahme an einer beachteten Diskussion über „Geschichte und aktuelle Situation einer neuen Literatur in Deutschland“ bis zur Jurymitgliedschaft eines migrantischen Literaturwettbewerbs. Auch arbeitete er an der kulturpolitischen Ausländerzeitschrift Die Brücke mit, die ihn anlässlich seines fünfzigsten Geburtstags mit einem ausführlichen Porträt würdigte.
Es schlossen sich eigenständige Buchveröffentlichungen unterschiedlicher Art an, darunter der alternative Reiseführer Preiswert reisen: Jugoslawien (1986), das zweisprachige Gastarbajteri, kade ste? – Gastarbeiter wo seid ihr? (1999) und die umfangreiche Medienanalyse Nezavisna Makedonija vo germanskite mediumi (2003) über die Präsenz Mazedoniens in den deutschen Medien seit seiner Unabhängigkeit bis zum September 2001. Srgjan Kerim bezeichnete dieses Buch als ein „außergewöhnliches Zeugnis“ der jüngsten Geschichte Mazedoniens sowie des europäischen Blickes auf das Land.

### Gegenwart
Heute lebt und arbeitet Antov als Leiter einer Nachrichtenagentur hauptsächlich in Düsseldorf. Er ist Herausgeber und Chefredakteur der vierzehntäglich erscheinenden „Zeitungen für Makedonier in der EU“  Vest Makedonija und Vecer, sowie Makedonija, Makedonija vo svetot und Makedonija Europe, mit deren Redaktion er sich 2001 an der Leistung humanitärer Hilfe für Kriegsbeschädigte des Balkan-Konflikts beteiligte, Vecer Svet und Svet, einer „monatlich erscheinenden Zeitschrift mit Schwerpunkt Kultur und Musik“. Darüber hinaus erscheinen Artikel von Antov weiterhin in anderen mazedonischen Medien, so inzwischen auch in der Dnevnik. Im Zusammenhang mit der Deutschen EU-Ratspräsidentschaft 2007 nahm der sieben Sprachen sprechende Publizist an der internationalen Konferenz German Presidency of the EU: Civil Society and the Human Security Agenda in the Balkans teil, die, 2006 von der Südosteuropa-Gesellschaft organisiert, eine Reihe politischer Vorschläge zur Stärkung der europäischen Perspektive der westlichen Balkanstaaten unter deutscher EU-Führung formulierte.
Antov arbeitet vor allem in deutscher und mazedonischer Sprache und ist u. a. Mitglied im Verband deutscher Schriftsteller und im Deutschen Journalisten-Verband wie auch einer entsprechenden mazedonischen Institution. Zentrum seines andauernden journalistischen wie literarischen Schaffens ist bis heute der Einsatz für Mazedonien wie für die mazedonische Minderheit in der EU, wobei er die Ausländersituation in der Bundesrepublik Deutschland in umfassender Weise bearbeitet. Ein Teil seiner zunehmend humoristischen literarischen Produktion ist unveröffentlicht geblieben, darunter viele seiner um die 2000 Aphorismen zum Thema Arbeitsmigration, Hör- und Fernsehspiele, ein Roman für Kinder wie auch eine Sammlung seiner journalistischen Arbeiten.

## Auszeichnungen
1992 wurde Antov für seine langjährige Tätigkeit als Auslandskorrespondent für die Nova Makedonija vom mazedonischen Journalistenbund als bester Journalist in der EU-Diaspora ausgezeichnet. 2002 wurde Antov, der in den 1970er und 1980er Jahren in Köln lebte, in Das Kölner Autoren-Lexikon 1750–2000 aufgenommen.

## Zitate
- Zuerst war ich ein Ausländer, dann Fremder, nachher Gastarbeiter und seit neuestem – Migrant! Kann mir jemand sagen, was ich in Wirklichkeit bin?[32]
- Bitte, denke nicht so laut! Du störst die öffentliche Meinung![33]

## Werke (Auswahl)

### Buchveröffentlichungen
- Der andere Türke. Satiren von Sinasi Dikmen – Aphorismen von Drasko Antov, Express-Edition, 1986
- Preiswert reisen: Jugoslawien, Hayit, 1986, 2. Auflage: 1995
- Žali se Marksu : aforizmi, mit: Milutin Alempijević, Slobodan M Stefanović und Milutin Srećković; Književne novine, 1989
- Gastarbajteri, kade ste?: makedonski – germanski!, Lipeks, 1999
- Nezavisna Makedonija vo germanskite 'mediumi, Kultura, 2003

### Anthologiebeiträge
- Wir kennen uns, Ausländer, u. a. in: Ackermann, Irmgard (Hrsg.): Als Fremder in Deutschland. Berichte, Erzählungen, Gedichte von Ausländern. München 1982, S. 118–128.
- Irgendwo in einer deutschen Stadt, u. a. in: Ney, Norbert (Hrsg.): Sie haben mich zu einem Ausländer gemacht – ich bin einer geworden. Ausländer schreiben vom Leben bei uns. Rowohlt, Reinbek bei Hamburg 1983, S. 111
- In zwei Sprachen sprechen, u. a. in: Taufiq, Suleman (Hrsg.): Dies ist nicht die Welt, die wir suchen: Prosa, Lyrik und Fotos von Ausländern. Klartext Verlag 1983, S. 61
- Poetic Emigrant Meridians, hrsg. von Fidanka Tanaskova und Slave Katin, Matica na iselenicite od Makedonija (Emigrant Association of Macedonia), Skopje, 1995
- Das Mädchen am Zaun, in: Querschnitte, Novum Verlag 2010

### Literarische Zeitungs- und Zeitschriftenbeiträge
- Ein Mädchen wird erwachsen. Erzählung. Übersetzt von Annemarie Böll, in: Westdeutsche Allgemeine Zeitung. 22. Jg. Nr. 236. 11. Oktober 1969.
- Immer so vergeßlich. Übersetzt von Annemarie Böll, in: Saarbrücker Zeitung. 209. Jg. Nr. 205. 6. November 1969
- Das Mädchen am Zaun. Studio (Literaturzeitschrift), Hamburg, 3/1976